# 데이브 펜노이

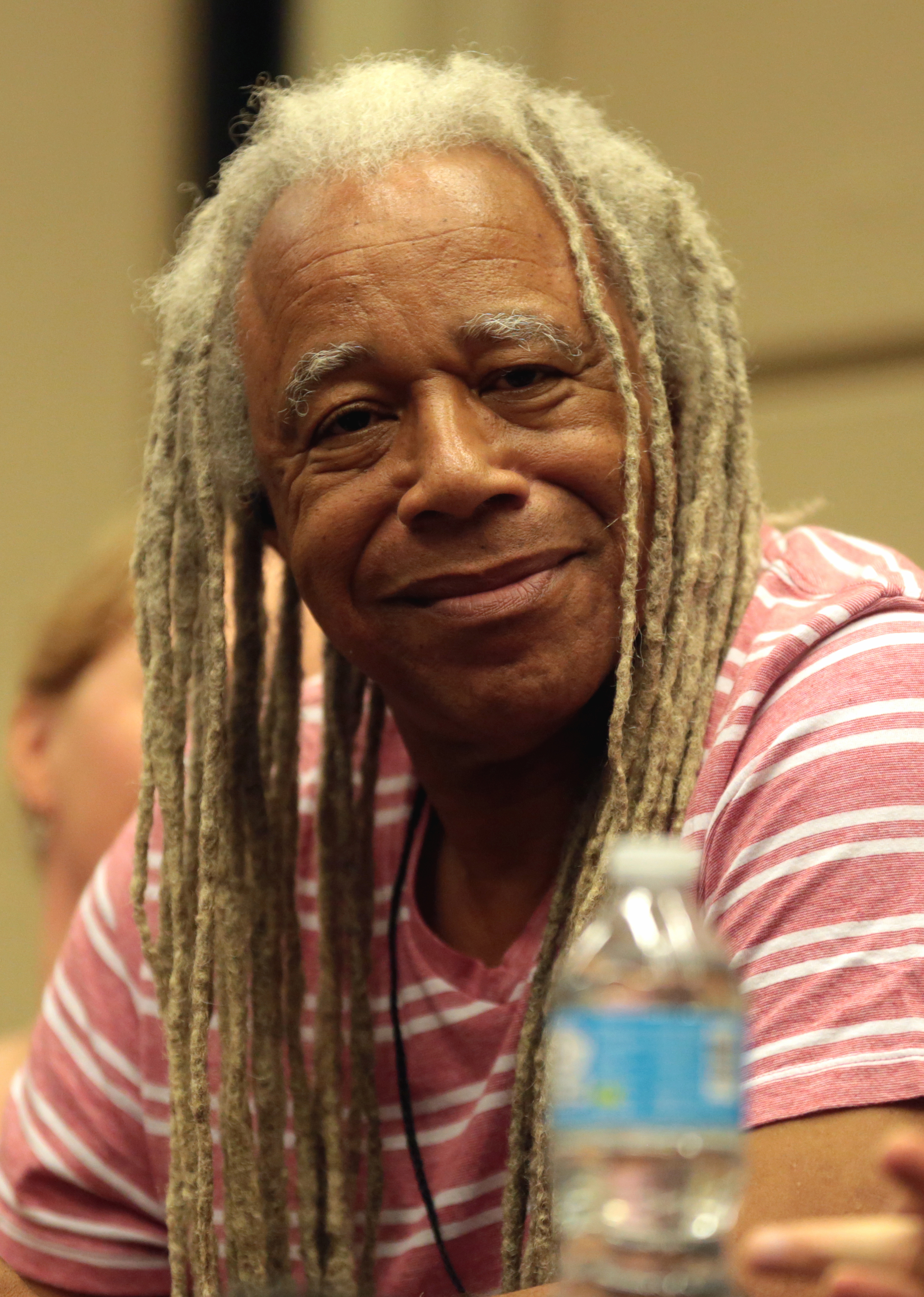

데이브 퍼노이(Dave Fennoy, 1952년 1월 20일 ~ )는 미국의 배우, 디스크 자키이다.
실버스프링에서 태어났다.

## 영화
- 메이킹 체인지 (2012년)
- 래쳇 & 크랭크 퓨쳐: 어 크랙 인 타임 (2009년)
- 다이어리 오브 어 타이어드 블랙 맨 (2009년)
- 벤 10 : 옴니트릭스의 위기 (2008년)
- 벤 10 (2005년)
- 스윗 (2001년)